# Američani
Pojem Američani navadno označuje prebivalce Združenih držav Amerike po navadi z ameriškim državljanstvom. Čeprav lahko izjemoma pomeni tudi prebivalce Severne Amerike ali Amerik nasploh, so za njih pogostejše določnejše oznake Severnoameričani, Južnoameričani, in Latinskoameričani.
V 19. stoletju so uporabljali pojem Ameriška rasa ali tudi (danes slabšalno) »rdeča rasa«, s katerim so označili Indijance, domorodne prebivalce obeh Amerik.